# Josep Güell i Mercader
Josep Güell i Mercader (Reus, 1839 - 1905) fou un periodista i polític català

## Biografia i ideologia
Era fill de Salvador Güell i Samora comerciant i Josepa Mercader i Domènech naturals de Reus. Encaminat cap al comerç a la seva ciutat, als 18 anys va decidir dedicar-se en exclusiva al periodisme i a la política. Va ser un dels impulsors del Centre de Lectura i el que en marcà la ideologia, i va fundar l'Eco del Centro de Lectura portaveu de l'entitat; al desaparèixer la revista el 1860, va treure El Porvenir. Publicà Álbum de Euterpe per divulgar les activitats musicals dels Jardins de l'Euterpe, a imitació de l'Eco de Euterpe que editava Clavé a Barcelona. El 1862 marxà a Barcelona per estudiar Dret, carrera que no va acabar. Allà va col·laborar al diari El Debate i a la Revista de Cataluña i va ser també redactor en cap del setmanari El Metrónomo. Afiliat al Partit Republicà Federal, va divulgar pel Camp de Tarragona i el Priorat les tesis federalistes. Més endavant, Castelar el va fer redactor del diari La Democracia a Madrid, i en ser tancada aquesta publicació el 1866, va tornar a Reus on va fundar La Redención del Pueblo, que per qüestions polítiques va haver de reaparèixer després amb el nom de Las Circunstancias. El 1868 va ser secretari de l'Ajuntament de Reus. Va participar activament a la Revolució de Setembre, i redactà el Boletín Oficial de la Junta Revolucionaria de Reus. Membre d'aquesta Junta Revolucionària, això li costà uns mesos de presó i uns altres d'estar amagat. El 1873, en ser elegit diputat, marxà a Madrid, on va assumir la direcció del diari madrileny La Discusión i el 1874 va substituir a Castelar als diaris per als quals treballava. Va ser corresponsal a Madrid de La Renaixensa, des d'on, durant vint anys envià les seves "Cartes". La seva col·laboració a la premsa escrita reusenca va ser extensíssima: a més dels diaris i revistes citats, participà amb articles al Diario de Reus, El Clamor del Pueblo, Revista del Ateneo, Lo Somatent, Reus Artístich, El Pandemonium i El Mosquito, publicació aquesta última que també va fundar, i va col·laborar en altres diaris i revistes.
A les eleccions generals espanyoles de 1873 fou elegit diputat pel districte de Reus dins les files del Partit Republicà Democràtic Federal, però després de la restauració borbònica es va retirar de la política. Güell defensava un pensament catalanista regionalista partidari de l'autonomia, i, en la seva joventut, aferrissadament federalista.
Va escriure Cosas de Reus: recorts d'un jove que ja no ho és (Reus: Imp. d'Eduart Navàs, 1900) i Història de Reus (inacabada), com a temes locals; El matrimonio civil según se practica en la ciudad de Reus (Reus: Francesc Vidiella, 1869), petit manual per a celebrar matrimonis civils que la Revolució del 1868 va permetre d'instaurar a Reus; Lo Regionalisme en la nació (Barcelona: La Renaixensa, 1889) com a tema nacional català i d'estat; i altres obres històriques publicades a Sud-amèrica: Defensa de Bolívar (Bogotà: Imprenta de Echevarría Hnos, 1879) i Guzmán Blanco y su tiempo (Caracas: Imp. de la Opinión Nacional, 1883). Al substituir Castelar com a corresponsal de premsa, va publicar articles a la premsa llatinoamericana: El Cojo Ilustrado, de Caracas, El Monitor republicano, de la ciutat de Mèxic, El Semanario, de Bogotà, El Mercurio de Valparaíso, El Globo, de Guayaquil (Equador), La Tribuna, de Buenos Aires, La América ilustrada, de Nova York, etc. cosa que va permetre que fos molt conegut a aquests països. Va traduir obres d'Alexandre Dumas, de Calleroche i de Jules Michelet.
Va morir a Reus el 1905. La ciutat el va distingir amb el títol de fill il·lustre.
Casat civilment amb Maria Güell i Soler varen ser pares del pintor i escriptor Hortensi Güell i tutor del seu nebot Eduard Toda i Güell.

## Fons personal
Part del fons personal de Josep Güell i Mercader es conserva a l'Arxiu Històric de la Ciutat de Barcelona. Està integrat per correspondència diversa i articles publicats al diari La Renaixensa, així com a diverses publicacions llatinoamericanes.